# Sarayaku

La paroisse de Sarayaku (prononcer « Sarayakou ») est une paroisse (parroquia) d'Équateur peuplée d'Amérindiens, de nationalité kichwa située dans la province de Pastaza (partie amazonienne du pays). Sarayaku est devenu célèbre du fait de la résistance de ses habitants face à l'arrivée éventuelle des sociétés pétrolières Agip et CGC sur son territoire.

## Situation
L'État équatorien a découpé son territoire en «blocs» (zones) pétrolières, chaque zone étant confiée ces zones d'exploitation à telle où telle firme pétrolière. Cette firme fait alors des forages, investit en construisant des puits d'exploitation et les infrastructures qui vont avec, défriche des routes à travers la jungle et jusqu'à ces puits. Elle exploite alors les nappes de pétrole jusqu'à la fin du bail, et doit alors confier l'ensemble des installations à Petroecuador, l'entreprise pétrolière nationale.

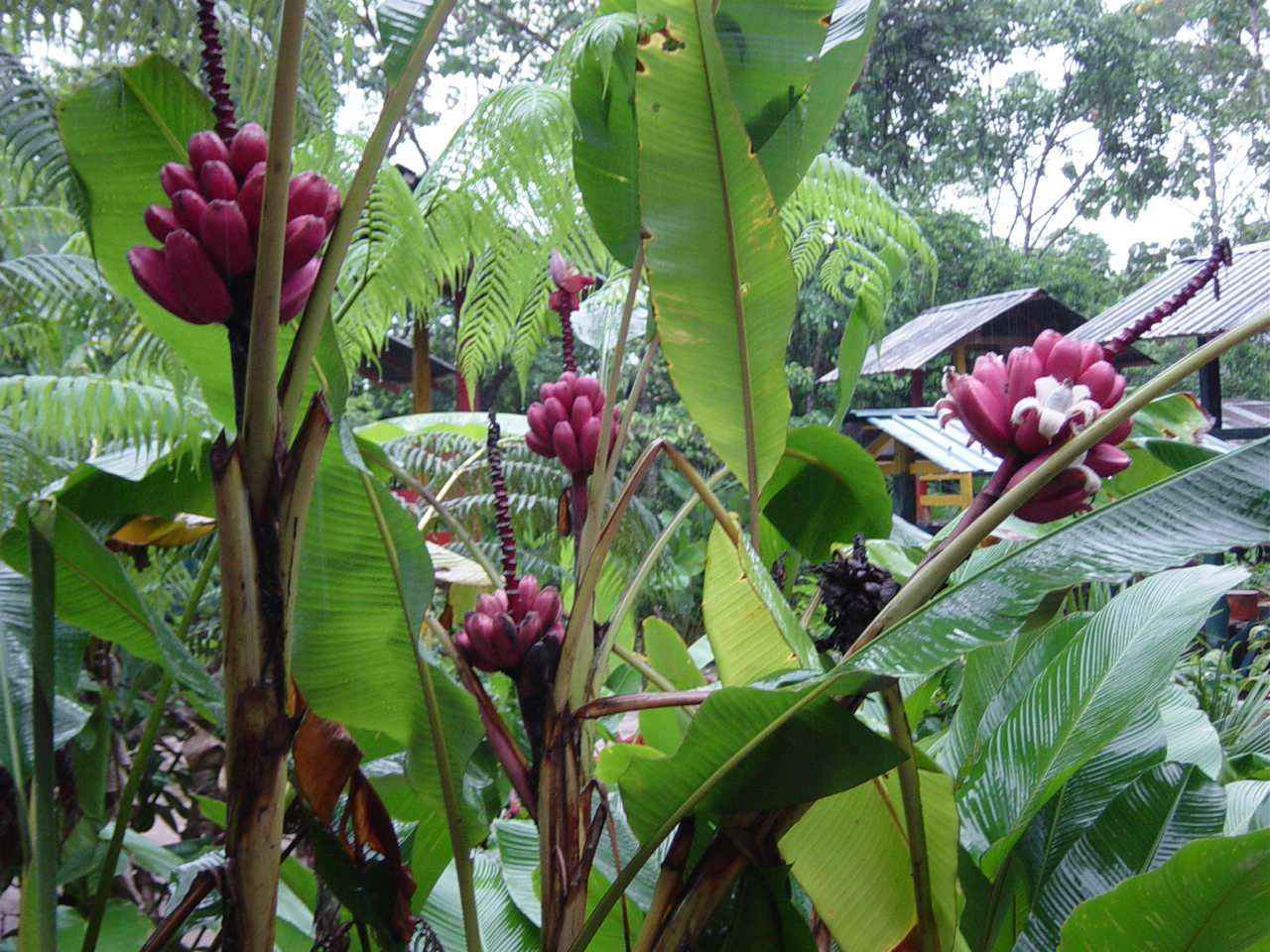
Banana blossoms in Puyo

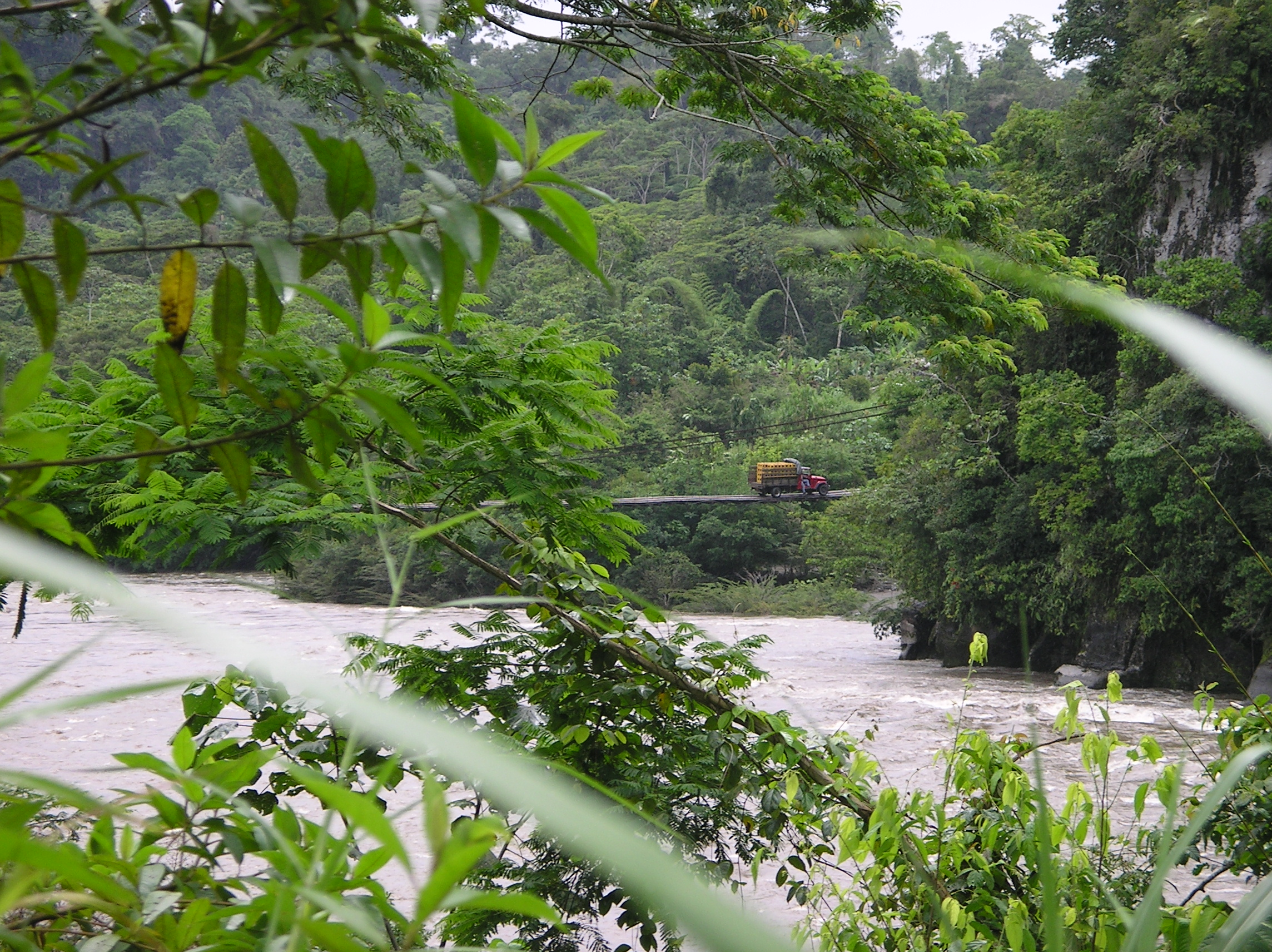
Pont sur la Pastazas entre Puyo et Macas.

Mais le fait est que le gouvernement équatorien est très souple avec ces firmes et n'exige que peu de normes d'entretien et de normes écologiques. Les firmes, qui savent qu'elles devront finalement abandonner les installations, ne les entretiennent qu'au minimum. Les installations rouillent, les employés sont encouragés à improviser des réparations. Les fuites de pétrole sont fréquentes : pour certaines zones d'exploitation c'est de l'ordre de 120 fuites par an, soit une tous les 3 jours. La faune des rivières, sa flore, mais aussi la faune et la flore de l'ensemble des environs des lieux où s'écoulent finalement les fuites de pétrole sont perturbées, avec une chute de la diversité biologique due à la pollution[réf. nécessaire].
Dans ce découpage, Sarayacu dépend du bloc numéro 10 concédé à Agip et du bloc numéro 23 concédé à la firme argentine Compagnie Générale des Combustibles (CGC).

## Résistance du village
Dans le cas de Sarayaku, certains habitants, en partie intégrés dans la vie moderne de Quito connaissaient les problèmes qui avaient suivi l'installation de firmes pétrolières dans d'autres populations indigènes de l'Amazonie équatorienne. Ils ont donc informé et mobilisé la population de Sarayaku, qui s'est organisée et a repoussé plusieurs missions d'exploration pétrolière dans leur région, notamment en leur volant vivres, outils etc., mais aussi en les refoulant physiquement mais sans violence, de peur d'une éventuelle réponse militaire[réf. nécessaire]. Ces mobilisations ont empêché la prospection et donc l'exploitation du pétrole dans la zone de Sarayaku.

## Division et recherche d'informations
Alors que le village semblait uni, la longueur du conflit, mais aussi une certaine peur et l'attrait de l'argent pouvant retomber du pétrole ont fait apparaître une minorité favorable à la firme pétrolière. La maire du village a donc demandé qu'un des villageois (une villageoise en l'occurrence) se rende à Quito afin d'obtenir plus d'informations, de rencontrer des biologistes, des politiciens, etc. Un autre villageois s'est rendu dans la zone d'un village indien où une firme s'est déjà installée. Chacun des deux disposant d'une petite caméra.
La villageoise envoyée à Quito, car ayant étudié à Quito et y ayant réussi, rencontra des économistes, des politiciens, des biologistes qui lui expliquèrent la situation : c'est une affaire entre riches, les indiens ne toucheront que des miettes, la question de leur environnement sera totalement oubliée.
Le villageois parti dans un village ayant déjà accueilli un puits d'exploitation pétrolier a rapporté des témoignages assez amers, et des paysages dénaturés, l'image de mares de pétrole en pleine forêt et à ciel ouvert, abandonnées, le constat d'installations d'abord neuves mais rapidement vieillissantes et mal entretenues.

## L’histoire d’une résistance exemplaire face à l’exploitation pétrolière
Depuis plus de 25 ans, dans un contexte politique difficile, ce peuple remarquable, déterminé et inventif résiste aux intimidations, aux tentations économiques des sociétés pétrolières qui menacent sa culture et son milieu de vie.
En 2002, des ouvriers de la Compagnie Générale Géodésique française (CGG), escortés de militaires équatoriens pénètrent illégalement à Sarayaku. Une intense résistance pacifique s’organise. Les femmes jouent un rôle décisif. Face à une telle détermination, les ouvriers et les militaires se retirent. Ils laissent sur place 1,4 tonne d’explosifs.
C’est un tournant dans l’histoire de l’équateur et Sarayaku devient une icône de la résistance.
En 2003, les Kichwa de Sarayaku déposent une plainte auprès de la Commission interaméricaine des droits de l’homme (CIDH) contre l’État équatorien pour violation de leurs droits fondamentaux de peuples autochtones. Ils souhaitent ainsi obtenir une jurisprudence valable pour tous les peuplent autochtones citoyens des pays de l’OEA (Organisation des États américains).
En 2006, le peuple Kichwa de Sarayaku plante les premiers arbres du Chemin de Fleurs de la Frontière de Vie : une immense frontière végétale de plus de 300 km de long (prévu plus de 500 km), formée de cercles d’arbres à fleurs aux limites de son territoire.
En mars 2011, face à la menace imminente du 11e appel d’offres pétrolier sur plus de 3,6 million d’hectares de forêt, 7 nationalités indigènes, dont Sarayaku, créent l’ « Alliance des peuples indiens en résistance »
En 2010, la CIDH dépose devant la Cour sa requête sur le « Cas Sarayaku ». L’audience aura lieu en juillet 2011 au Costa Rica. Les cas sur les droits des sociétés autochtones parvenus devant la Cour sont rares ; c’est une avancée majeure vers l’obtention d’une possible jurisprudence en faveur des peuples autochtones citoyens des pays de l’OEA (Organisation des États américains).
En avril 2012, visite historique de la CIDH à Sarayaku. C'est en effet la première fois dans son histoire que le président de la CIDH se déplace sur le terrain.
Ils combattent une logique d’exploitation court-termiste des ressources non renouvelables au mépris total de la vie et du devenir de toutes les générations futures d’être vivants. Avec courage, inventivité, poésie même, le peuple Kichwa de Sarayaku agit ; son « Projet » est exemplaire. C’est une alternative dont les autres peuples amérindiens, mais aussi tous les peuples de la Terre, peuvent s’inspirer.

## Bilan
Au vu de ces images, les villageois ont eu leurs convictions renforcées, mais la volonté pétrolière et de l'État équatorien ne sont pas de leur côté. Le village devient pourtant connu, et un politicien d'opposition a même dit que « Sarayaku peut devenir le premier pas dont les villages indiens ont besoin ».
L'issue du conflit n'est pas encore établie.
Le documentaire Serpents d'Acier de Maxime Carsel et Sandra Oviedo réalisé en 2003 relate ces évènements